# Пауљаска (Телеорман)
Пауљаска (рум. Păuleasca) насеље је у Румунији у округу Телеорман у општини Фрумоаса. Oпштина се налази на надморској висини од 26 m.

## Становништво
Према подацима из 2002. године у насељу је живело 686 становника, од којих су сви румунске националности.